# Babiacetus
Genre
Babiacetus est un genre de cétacés primitifs qui a vécu il y a 48,6 à 40,4 millions d’années, à la fin de l’Éocène moyen, en Inde. Il a été nommé d'après son lieu de découverte, la formation de Harudi, dans les collines de Babia, district de Kutch, Gujarat, Inde.

## Présentation
Babiacetus a été décrit pour la première fois par en 1984 par A. Trivedy et P. Satsangi à partir du spécimen GSI 19647. Philip D. Gingerich a ensuite découvert un crâne et des mâchoires inférieures - le spécimen GSP-UM 3005 - au sein de la formation de Drazinda  dans la chaîne de Sulaiman au Pendjab, Pakistan, et le décrit en 1995. En 1998 S. Bajpai et J. G. M. Thewissen décrivent une nouvelle espèce, B. mishrai, d'après le spécimen RUSB 2512, un crâne partiel prélevé dans la formation de Harudi.
Babiacetus est l’un des plus grands protocétidés. Sa grande taille ainsi que ses dents robustes suggèrent qu’il se nourrit de gros poissons et/ou de vertébrés aquatiques. À ce jour, seuls des restes crâniens ont été découverts. Par conséquent, on ne sait rien du mode de locomotion de Babiacetus, ni de son degré d'adaptation aquatique.

## Liste des espèces
- † Babiacetus indicus
- † Babiacetus mishrai